# Baeocera jeani
Baeocera jeani – gatunek chrząszcza z rodziny kusakowatych, podrodziny łodzikowatych i plemienia Scaphisomatini.
Gatunek ten opisany został w 2012 roku przez Ivana Löbla.
Chrząszcz o ciele długości od 1,1 do 1,28 mm, ubarwionym ciemnobrązowo lub ciemnorudobrązowo z jaśniejszymi udami i goleniami oraz żółtawymi czułkami, stopami i wierzchołkiem odwłoka. Bardzo delikatne punktowanie pokrywa przedplecze. Na hypomeronie brak punktów. Rowek przyszwowy pokryw zaczyna się u ich podstawy, zakrzywia się wzdłuż krawędzi nasadowej i formuje niepełny rządek przypodstawowy, niełączący się z rzędami bocznymi i niesięgający boków pokryw. Większość powierzchni pokryw jest bardzo delikatnie punktowana. Grube, nieregularne punktowanie obecne na bokach zapiersia z wyjątkiem niepunktowanych części tylnych. Punktowanie pierwszego widocznego sternitu odwłoka tak delikatne, że wygląda na niepunktowany. Samiec ma umiarkowanie zesklerotyzowany edeagus długości 0,36 do 0,4 mm, niewcięte i gwałtownie za środkiem zwężone paramery oraz bardzo słabo rozszerzone człony stóp odnóży przednich.
Owad ten zasiedla ściółkę zdegradowanych lasów deszczowych, preferując zbocza i jary. Znany tylko z filipińskiej wyspy Luzon.